# Station Pangbourne
Pangbourne is een spoorwegstation van National Rail aan de Great Western Main Line in Pangbourne, West Berkshire in Engeland. Het station is eigendom van Network Rail en wordt beheerd door Great Western Railway. Het station is geopend in 1841.